# Miko Mission
Пьер Мишель Боццетти (ит. Pier Michele Bozzetti; род. 22 июня 1945, Алессандрия), наиболее известный под псевдонимом Miko Mission (Мико Мишн) — итальянский певец.

## Биография
Боццетти начал свою карьеру в молодом возрасте, выступая в комедии Алессандрии. Впоследствии он сформировал свою первую группу под названием «I Passi per la Musica», которая позже была переименована в «Oscars». Группа принимала участие в различных песенных конкурсах, в том числе в Flip for San Remo, где Боццетти одержал победу и подписал контракт с Ariston Records. Под сценическим псевдонимом Don Miko он дебютировал с хитом «45 Gente… che ragazza!» и в дальнейшем выпустил успешную песню «Non hai più niente per me». Затем он принял участие в музыкальном фестивале в Сан-Ремо с песней «E poi verrà l’autunno», однако не смог пройти в финал. В 1970-х годах он записал несколько песен, получив положительные отзывы критиков. В 1975 году он вернулся на фестиваль в Сан-Ремо под именем Боццетти с песней «Signora mia». Но наибольшую популярность Боццетти достиг в 1980-х годах под сценическим псевдонимом Miko Mission с итало-диско хитами, такими как «How Old Are You?». Его песни получили ремиксы от Master Blaster и Italo Allstars в 2003 году.

## Дискография
- «How Old Are You?» (1984)
- «The World Is You» (1984)
- «Two For Love» (1985)
- «Strip Tease» (1986)
- «Toc Toc Toc» (1987)
- «I Like A Woman’s Heart» (1987)
- «I Believe» (1988)
- «One Step To Heaven» (1989)
- «Rock Me Round The World» (1989)
- «I Can Fly» (1993)
- «Mr. Blue» (1996)
- «Let It Be Love» (2010)
- «Universal Feeling» (2014)
- «Do You Wanna Dance» (2020)